# Zaommomyiella persimilis
Zaommomyiella persimilis är en stekelart som beskrevs av Girault 1915. Zaommomyiella persimilis ingår i släktet Zaommomyiella och familjen finglanssteklar. Inga underarter finns listade i Catalogue of Life.